# 76 (getal)
76 (zesenzeventig) is het natuurlijke getal volgend op 75 en voorafgaand aan 77.
In de Franse taal (vooral in Frankrijk) is het getal 76 samengesteld uit meerdere telwoorden: soixante-seize (60+16). Andere Franstaligen, zoals de Belgen en de Zwitsers, gebruiken: septante-six.

## In de wiskunde
- Het getal 76 komt voor in de rij van Lucas.
- Er is geen oplossing voor Eulers totiëntvergelijking φ(x) = 76, waarmee 76 een niettotiënt is.
- 76 is een automorf getal; het kwadraat, 5776, eindigt op het getal.

## Overig
76 is ook:
- Het jaar A.D. 76 en 1976.
- Het atoomnummer van het scheikundige element Osmium (Os).